# Óscar García (músico)
Óscar García Guzmán (La Paz, Bolivia, 1960) es un músico, compositor, productor musical y poeta boliviano. Arquitecto de profesión, es fundador de la Orquesta Contemporánea de Instrumentos Nativos y fue director del taller de música popular Arawi. Trabajó en la musicalización de diversas películas de su país. Es una figura clave en la promoción y preservación del patrimonio musical de Bolivia.

## Biografía
Nació en La Paz en 1960. Durante su infancia vivió en Chorolque, Quechisla, Siglo XX y en el centro minero de Catavi por el trabajo de su padre. Es en este último centro minero donde aprendió a tocar guitarra de forma empírica. En su adolescencia se trasladó a la ciudad de La Paz y estudió en el colegio San Calixto, luego ingresó a la carrera de arquitectura en la Universidad Mayor de San Andrés, donde participó en un programa que se llamó Taller de Música, con los hermanos Prudencio como profesores. En esta etapa se vinculó con figuras del arte local como Marcos Loayza, Alejandro Salazar y José Luis Lora.

## Trayectoria profesional
El año 1980 comenzó a ser parte de diversas instancias de formación produciendo música en Uruguay, Colombia y México hasta 1988, por el cierre de la Universidad.  
En 1985 se dedicó a la dirección del Taller Boliviano de Música Popular Arawi, fundada por Jesús Durán. Desde este espacio trabajaron en investigación, formación y difusión musical, con un enfoque sui generis, articulando la investigación musical formal con la música tradicional. Desde el taller desarrollaron varias formas de difusión y ensambles, entre ellos la Orquesta Contemporánea de Instrumentos Nativos. También dieron vida al ensamble de cordófonos llamado Madera Viva, entre varios grupos entre dúos, tríos y grupos más grandes de mesomúsica.  

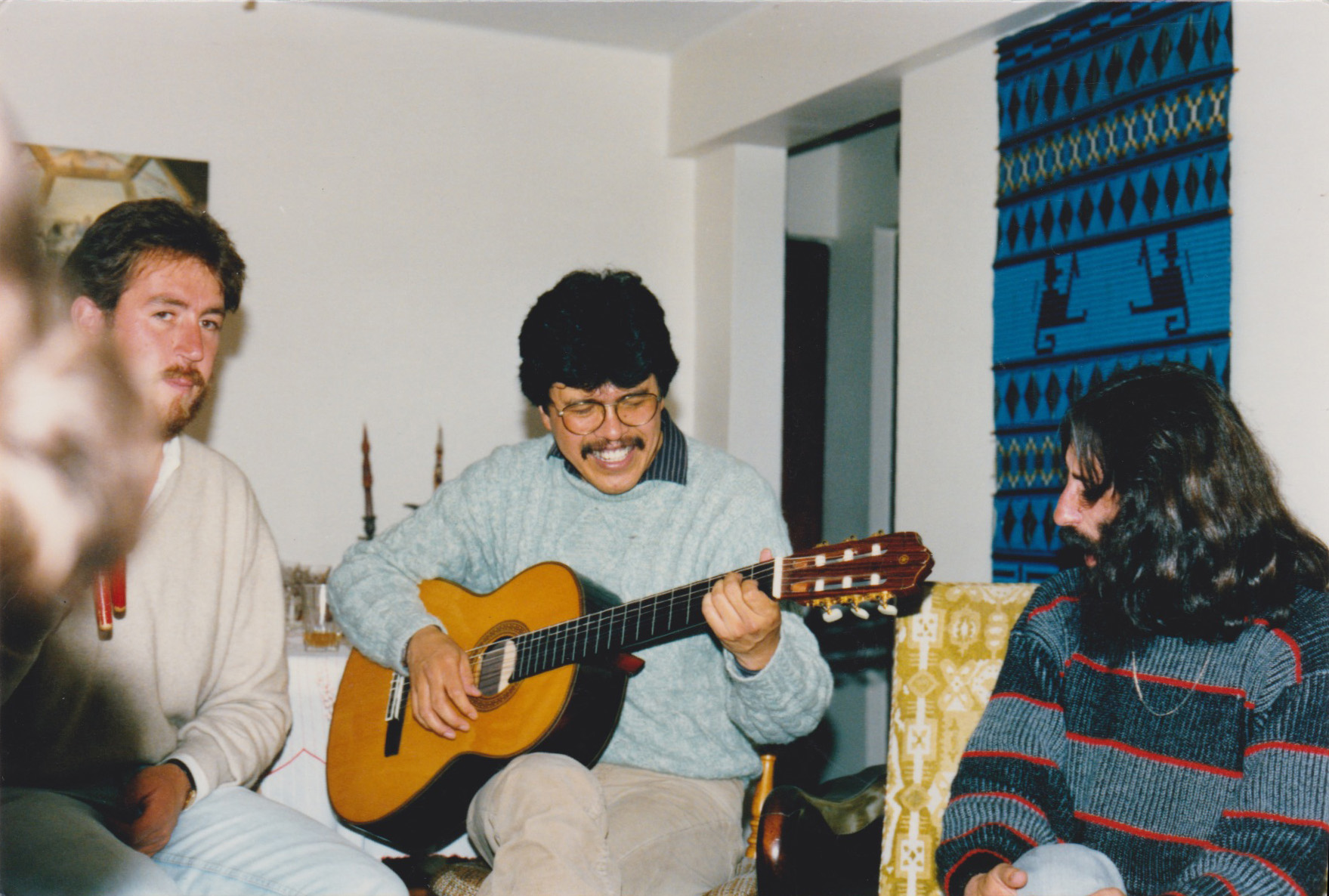
Óscar García junto al compositor y fundador del taller Arawi, Jesús Durán,

En esta etapa también conoció al poeta Juan Carlos Orihuela y junto a Pablo Muñoz formaron el trío Cantos Nuevos.
Ha musicalizado las películas Cuestión de fe  y El corazón de Jesús de Marcos Loayza, Ajayu de Francisco Ormachea y Los hijos del último jardín de Jorge Sanjinés. Es productor y gerente de estudios Pro Audio en La Paz. 